# Gennaro Minervini
Gennaro Minervini (Trani, 6 ottobre 1847 – Napoli, 17 novembre 1916) è stato un prefetto, giornalista e politico italiano.

## Biografia
Compiuti gli studi inferiori e superiori inizia a dedicarsi al giornalismo negli anni dell'università. Nel 1866 è volontario garibaldino nella terza guerra d'indipendenza, combattente in Tirolo e a Mentana. Amico personale di Giovanni Nicotera ne diventa il segretario personale durante il suo mandato di ministro dell'interno nel primo governo Depretis. La carica gli consente di entrare nell'amministrazione dell'interno pur senza abbandonare l'attività pubblicistica; nel 1879 viene nominato presidente di sezione del Consiglio di stato, l'anno successivo fonda con Federigo Napoli, Giuseppe Turco e Luigi Arnaldo Vassallo (più famoso come Gandolin) il Capitan Fracassa, quotidiano politico-umoristico pubblicato fino al 1891. Nel 1895 passa all'amministrazione civile del Ministero dell'interno ed inizia una lunga attività di prefetto che fino al 1915 lo vede reggere le sedi di Caltanissetta, Avellino, Brescia, Pisa, Udine, Ravenna e Lecce.
Fu sindaco di Modena dal 1892 al 1893